# Поли, Пабло
Пабло Поли (фр. Pablo Pauly, род. 24 января 1991 года, Леваллуа-Перре) — французский актер.

## Биография
В 2009 году Пабло Поли закончил актерские Курсы Флоран, где учился у Жан-Пьера Гарнье. В 2012 году он поступил в Национальную консерваторию драматического искусства в Париже.
Как актер Поли дебютировал в 2011 году в телесериале «Мошенники» на Canal+, а в следующем году сыграл роль Джордана в сериале «Каин». В 2014 году актер сыграл Жюльена в фильме «Любовь здесь или с собой» и Иоанна в фильме «изо всех сил» режиссера Нильса Тавернье. В 2015 году Поли сыграл роль Эрве в фильме под названием «Дисконт». В 2016 году снялся в фильме Дочь Бреста режиссера Эммануэль Берко в роли адвоката Шарля-Жозефа Уда.
В 2017 году Пабло Поли сыграл главную роль в фильме «Пациенты», и был номинирован за работу в фильме на соискание Премии «Люмьер» 2018 года в категории «Многообещающий актер».

## Фильмография
| Год  |   | Русское название                | Оригинальное название       | Роль            |
| ---- | - | ------------------------------- | --------------------------- | --------------- |
| 2012 | с | Каин                            | Caïn                        | Жордан          |
| 2016 | ф | Дочь Бреста                     | La Fille de Brest           | Шарль-Жозеф Уда |
| 2016 | ф | Пациенты                        | Patients                    | Бен             |
| 2021 | ф | Французский вестник             | The French Dispatch         | официант        |
| 2024 | ф | Джейн Остин испортила мне жизнь | Jane Austen a gache ma viea | Феликс          |